# 드라마 W
 드라마 W(일본어: ドラマW)는 WOWOW가 2003년부터 비 정기적으로 제작 · 방송 중인 TV 드라마 시리즈. 전 작품 HD로 제작.

## 작품 목록

### 2000년대 (2003년 - 2009년)
| 2003년 - 2004년 - 2005년 - 2006년 - 2007년 - 2008년 - 2009년 |                                                                       |           |                                     |                                           |                                                           |                   |        |
| #                                                            | 제목                                                                  | 첫방송일  | 감독                                | 각본                                      | 주요 출연자                                               | 원작 저자         | 비고   |
| 2003년 (총7개)                                               |                                                                       |           |                                     |                                           |                                                           |                   |        |
| 1                                                            | 《선생의 가방》                                                       | 2월 16일  | 쿠제 미츠히코                       | 츠츠이 토모미                             | 코이즈미 쿄코 에모토 아키라                               | 가와카미 히로미   |        |
| 2                                                            | 《이웃 탐정 TOMOE》                                                   | 3월 29일  | 츠츠미 유키히코                     | 오하라 신지                               | 노나미 마호 쿠도 칸쿠로                                   | 토카지 케이타     |        |
| 3                                                            | 《나는 정어리》                                                       | 4월 29일  | 토가시 싱                           | 오오이시 테츠야                           | 유스케 산타마리아                                         | 나루미 쇼         |        |
| 4                                                            | 《코스메틱》                                                          | 6월 28일  | 시모야마 텐                         | 나카조노 미호                             | 하즈키 리오나 타니하라 쇼스케                             | 하야시 마리코     |        |
| 5                                                            | 《교섭인》                                                            | 8월 17일  | 미이케 타카시                       | 야마다 코타 나카무라 마사루               | 미카미 히로시 츠루타 마유                                 | 이가라시 타카히사 |        |
| 6                                                            | 《사랑과 자본주의》                                                   | 11월 29일 | 와타나베 타카요시                   | 코다마 요리코 후지히라 차코               | 이토 히데아키 타카하시 케이코                             | 나카무라 우사기   |        |
| 7                                                            | 《딸의 결혼》                                                         | 12월 14일 | 이치카와 곤                         | 쿠리스테이                                | 스즈키 쿄카 나가츠카 쿄조                                 | 히로츠 카즈오     | [ 1 ]  |
| 2004년 (총4개)                                               |                                                                       |           |                                     |                                           |                                                           |                   |        |
| 8                                                            | 《연애소설》                                                          | 3월 14일  | 모리 준이치                         | 반도 켄지                                 | 타마키 히로시 코니시 마나미                               | 가네시로 가즈키   | [ 2 ]  |
| 9                                                            | 《이유》                                                              | 4월 29일  | 오바야시 노부히코                   | 오바야시 노부히코 이시모리 후미오         | ―                                                         | 미야베 미유키     | [ 3 ]  |
| 10                                                           | 《4TEEN》                                                             | 7월 25일  | 히로키 류이치                       | 사이토 히로시                             | 츠노다 신타로 와카바 타츠야 오치아이 모토키 에모토 토키오 | 이시다 이라       |        |
| 11                                                           | 《숙명》                                                              | 12월 26일 | 와카마츠 세츠로                     | 사에키 도시미치                           | 후지키 나오히토 카시와바라 타카시 혼죠 마나미             | 히가시노 게이고   |        |
| 2005년 (총7개)                                               |                                                                       |           |                                     |                                           |                                                           |                   |        |
| 12                                                           | 《자유연애》                                                          | 1월 23일  | 하라다 마사토                       | 하라다 마사토                             | 하세가와 쿄코 기무라 요시노 토요카와 에츠시               | 이와이 시마코     | [ 4 ]  |
| 13                                                           | 《마음이 부서지는 소리 ~ 운명의 여자 ~》                              | 2월 20일  | 사사키 키요시                       | 정의신                                    | 스즈키 쿄카 요시오카 히데타카                             | 토마스 H 쿡       |        |
| 14                                                           | 《항설백물어 호자이》                                                 | 3월 27일  | 츠츠미 유키히코                     | 이시카와 마사야                           | 와타베 아츠로 코이케 에이코 후키코시 미츠루 오오스기 렌   | 쿄고쿠 나츠히코   |        |
| 15                                                           | 《블루 카나리아》                                                     | 5월 22일  | 츠루하시 야스오                     | 이케하타 슌사쿠                           | 에모토 아키라 미야자와 리에                               | ―                 | [ 5 ]  |
| 16                                                           | 《조국》                                                              | 8월 14일  | 호리카와 톤코                       | 야마다 요지 히라마츠 에미코 아라이 마사키 | 카미카와 타카야 마코 이와마쓰                             | 야마다 요지       | [ 6 ]  |
| 17                                                           | 《아웃리밋》                                                          | 10월 10일 | 시모야마 텐                         | 오오이시 테츠야                           | 키시다니 고로                                             | 토카지 케이타     |        |
| 18                                                           | 《아르바이트 아이 / 100 만명의 표적》                                 | 11월 13일 | 최양일                              | 츠쿠다 노리히코                           | 시이나 킷페이 이시다 타쿠야 츠치야 안나                   | 오오사와 아리마사 |        |
| 2006년 (총6개)                                               |                                                                       |           |                                     |                                           |                                                           |                   |        |
| 19                                                           | 《대안의 그녀》                                                       | 1월 15일  | 히라야마 히데유키                   | 카미야마 유미코 후지모토 쿄스케           | 나츠카와 유이 자이젠 나오미                               | 츠노다 미츠요     |        |
| 20                                                           | 《봄, 바니에》                                                        | 2월 19일  | 이치카와 준                         | 이치카와 준                               | 니시지마 히데토시 테라지마 시노부                         | 요시다 슈이치     |        |
| 21                                                           | 《항설백물어 비연마》                                                 | 3월 26일  | 츠츠미 유키히코                     | 이시카와 마사야                           | 와타베 아츠로 코이케 에이코 후키코시 미츠루 오오스기 렌   | 쿄고쿠 나츠히코   | [ 7 ]  |
| 22                                                           | 《칠드런》                                                            | 5월 21일  | 미나모토 타카시                     | 고토 노리코 미나모토 타카시               | 사카구치 켄지 오오모리 나오 코니시 마나미                 | 이사카 코타로     | [ 8 ]  |
| 23                                                           | 《마에스트로》                                                        | 9월 24일  | 호시 마모루                         | 히라미 토                                 | 미즈키 아리사                                             | 시노다 세츠코     |        |
| 24                                                           | 《신 로부터 한마디》                                                  | 12월 24일 | 후루마야 토시유키                   | 요시카와 지로                             | 이토 아츠시 진나이 타카노리                               | 오기와라 히로시   |        |
| 2007년 (총10개)                                              |                                                                       |           |                                     |                                           |                                                           |                   |        |
| 25                                                           | 《MBO (매니지먼트 바이아웃)》                                         | 1월 8일   | 마츠다 히데토모                     | 테라다 토시오                             | 미카미 히로시                                             | 우시지마 신       |        |
| 26                                                           | 《검은 봄》                                                           | 3월 21일  | 오모리 카즈키                       | 니시오카 타쿠야                           | 타카시마 마사노부                                         | 야마다 무네키     |        |
| 27                                                           | 《한밤중의 마치》                                                     | 4월 15일  | 시모야마 텐                         | 오오이시 테츠야                           | 다마야마 테츠지 쿠보츠카 슌스케 카시이 유우               | 오쿠다 히데오     | [ 9 ]  |
| 28                                                           | 《이브의 선물》                                                       | 8월 5일   | 사토 준야                           | 사에키 토시미치                           | 타치 히로시 칸지야 시호리                                 | 시라카와 토오루   | [ 10 ] |
| 29                                                           | 《진도0》                                                             | 8월 12일  | 미즈타니 토시유키                   | 와타나베 무츠키                           | 카미카와 타카야                                           | 요코야마 히데오   | [ 10 ] |
| 30                                                           | 《연애해도, 사랑할해도》                                              | 8월 19일  | 호리카와 톤코                       | 오오이시 시즈카                           | 하세가와 쿄코 교토 코토미                                 | 유이카와 케이     | [ 10 ] |
| 31                                                           | 《미야베 미유키 "긴 긴 살인"》                                        | 11월 4일  | 아소 마나부                         | 토모자와 코이치                           | 나가츠카 쿄조 나카무라 토오루 타니하라 쇼스케             | 미야베 미유키     | [ 11 ] |
| 32                                                           | 《고독의 노랫소리》                                                   | 11월 11일 | 하나도 준지                         | 이정희                                    | 우치야마 리나 후쿠시 세이지 야마모토 타로                 | 텐도 아라타       | [ 11 ] |
| 33                                                           | 《결혼사기꾼》                                                        | 11월 18일 | 카네코 슈스케                       | 후쿠다 타쿠로                             | 우치무라 테루요시 요시카토 마사야 츠루타 마유             | 노나미 아사       | [ 11 ] |
| 34                                                           | 《푸른 눈동자와 뉴에이지》                                            | 11월 25일 | 미즈타니 토시유키                   | 아오시마 타케시                           | 후카다 쿄코                                               | 마츠오카 케이스케 | [ 11 ] |
| 2008년 (총6개)                                               |                                                                       |           |                                     |                                           |                                                           |                   |        |
| 35                                                           | 《문이 닫힌 채》                                                      | 3월 29일  | 무라모토 타이시                     | 후카자와 마사키                           | 쿠로키 메이사                                             | 이시모치 아사미   | [ 12 ] |
| 36                                                           | 《네가 원하는 죽음》                                                  | 3월 30일  | 카츠키 히데유키                     | 고토 노리코                               | 마츠시타 나오                                             | 이시모치 아사미   | [ 12 ] |
| 37                                                           | 《시리우스의 길》                                                     | 9월 14일  | 이시바시 칸                         | 요시모토 마사히로                         | 우치노 마사아키                                           | 후지와라 이오리   | [ 13 ] |
| 38                                                           | 《요코야마 히데오 〈루팡의 소식〉》                                   | 9월 21일  | 미즈타니 토시유키                   | 다나베 미츠루 미즈타니 토시유키           | 카미카와 타카야                                           | 요코야마 히데오   | [ 13 ] |
| 39                                                           | 《6시간후 너는 죽는다》                                               | 9월 28일  | 코나카 카즈야 타카노 카즈아키       | 타카노 카즈아키                           | 츠카모토 타카시 마키 요코                                 | 다카노 카즈아키   | [ 13 ] |
| 40                                                           | 《천국의 스프》                                                       | 10월 19일 | 시노자키 마코토                     | 히가시 타에코                             | 쿠니나카 료코 토키토 사부로                               | 마츠다 미치코     |        |
| 2009년 (총10개)                                              |                                                                       |           |                                     |                                           |                                                           |                   |        |
| 41                                                           | 《오빠 돌아가는》                                                     | 2월 14일  | 후카마치 유키오                     | 츠츠이 토모미                             | 기무라 요시노 타카하시 카즈야                             | 콘도 요코         | [ 15 ] |
| 42                                                           | 《전력외통고》                                                        | 2월 21일  | 하나도 준지                         | 야지마 마사오                             | 나카무라 마사토시 후부키 준                               | 후지타 요시나가   | [ 15 ] |
| 43                                                           | 《조식정》                                                            | 2월 28일  | 쿠로사와 나오스케                   | 에가시라 미치루                           | 세토 아사카 카니에 케이조                                 | 니시다 코지       | [ 15 ] |
| 44                                                           | 《Go Ape 고 에이프》                                                  | 3월 28일  | 오오노 신스케                       | 스기야마 요시카즈                         | 키시다니 고로 시로타 유                                   | 스기야마 요시카즈 | [ 16 ] |
| 45                                                           | 《인간동물원》                                                        | 7월 19일  | 다나카 마코토                       | 코노이케 야스히사                         | 마츠모토 코시로 에모리 토오루                             | 렌조 미키히코     |        |
| 46                                                           | 《도시전설 세피아》 1.〈올빼미 남자〉 2:〈아이스 맨〉 3:〈죽은 사랑〉 | 7월 26일  | 1.3:오치아이 마사유키 2:야기 타케시 | 1.3:오치아이 마사유키 2:무라이 사다유키   | 1:나리미야 히로키 2:이리에 진기 3:하라 사치에             | 슈카와 미나토     | [ 17 ] |
| 47                                                           | 《유괴》                                                              | 8월 2일   | 코바야시 요시노리                   | 테라다 토시오 야마무라 잇켄               | 미카미 히로시 니시지마 히데토시                           | 이가라시 타카히사 |        |
| 48                                                           | 《창당! 노인당》                                                      | 8월 9일   | 히라카와 유이치로                   | 무타 케이코                               | 사사노 타카시                                             | 사에구사 겐키     |        |
| 49                                                           | 《셋째 미스 ~ 먼저 돌을 던지 ~》                                      | 12월 13일 | 미즈타니 토시유키                   | 다나베 미츠루                             | 쿠로키 히토미                                             | 쿠사카베 요       |        |
| 50                                                           | 《일응의 추정》                                                       | 12월 20일 | 호리카와 톤코                       | 타케야마 요                               | 에모토 아키라                                             | 히로카와 쥰       |        |
| #                                                            | 제목                                                                  | 첫방송일  | 감독                                | 각본                                      | 주요 출연자                                               | 원작 저자         | 비고   |

### 2010년대
| 2010년 - 2011년 - 2012년 - 2013년 - 2014년 - 2015년 - 2016년 - 2017년 - 2018년 |                                                                                                  |                                            |                                                                     |                                                                                           |                                                                         |                   |        |
| #                                                                              | 제목                                                                                             | 첫방송일                                   | 감독                                                                | 각본                                                                                      | 주요 출연자                                                             | 원작 저자         | 비고   |
| 2010년 (총5개)                                                                 |                                                                                                  |                                            |                                                                     |                                                                                           |                                                                         |                   |        |
| 51                                                                             | 《퍼펙트 푸른》                                                                                  | 2월 7일                                    | 시모야마 텐                                                         | 이토 타카시                                                                               | 카토 로사                                                               | 미야베 미유키     |        |
| 52                                                                             | 《그때까지 안녕》                                                                                | 2월 14일                                   | 하츠야마 야스히로                                                   | 오키 시즈카                                                                               | 키타무라 카즈키 쿠리야마 치아키                                         | 야마다 유스케     |        |
| 53                                                                             | 《뱀의 사람》                                                                                    | 3월 7일                                    | 모리 준이치                                                         | 미요시 아키코                                                                             | 나가사쿠 히로미 니시지마 히데토시                                       |                   | [ 18 ] |
| 54                                                                             | 《요코야마 히데오 서스펜스》 1:〈18 번홀〉 2:〈오보〉 3:〈자전〉 4:〈남의 집〉                   | 1:3월 14일 2:3월 21일 3:3월 28일 4:4월 4일 | 1:스즈키 코스케 2:스즈키 코스케 3:미즈타니 토시유키 4:에노키도 코지 | 1:후쿠다 타쿠로 1/2:히사마츠 신이치 3:요코마쿠 토모히로 3:미즈타니 토시유키 4:고토 노리코 | 1:나카무라 토오루 2:키시다니 고로 3:타마야마 테츠지 4:와타베 아츠로     | 요코야마 히데오   | [ 19 ] |
| 55                                                                             | 《왜 너는 절망과 싸울 수 있었는지》 (전후편)                                                     | 9월 25일 9월 26일                          | 이시바시 칸                                                         | 하세가와 야스오 요시모토 마사히로                                                         | 에구치 요스케 마시마 히데카즈                                           | 카도타 류쇼       | [ 20 ] |
| 2011년 (총5개)                                                                 |                                                                                                  |                                            |                                                                     |                                                                                           |                                                                         |                   |        |
| 56                                                                             | 《비트》                                                                                         | 2월 13일                                   | 오쿠다 에이지                                                       | 다카하시 이즈미                                                                           | 오쿠다 에이지                                                           | 콘노 사토시       |        |
| 57                                                                             | 《동기》                                                                                         | 2월 20일                                   | 이리에 유                                                           | 후쿠다 유이치                                                                             | 마츠다 류헤이                                                           | 콘노 사토시       |        |
| 58                                                                             | 《재생거류》                                                                                     | 3월 6일                                    | 스즈키 코스케                                                       | 히사마츠 신이치                                                                           | 와타베 아츠로                                                           | 니레 슈헤이       |        |
| 59                                                                             | 《먼 날의 행방》                                                                                 | 3월 13일                                   | 아사하라 유조                                                       | 후쿠시마 도시로                                                                           | 나가야마 켄토                                                           |                   | [ 21 ] |
| 60                                                                             | 《요코야마 히데오 서스펜스》 제2탄 1:〈깊은 추적〉 2:〈인수〉 3:〈따돌리고〉 4:〈보복〉          | 1:3월 20일 2:3월 27일 3:4월 3일 4:4월 10일 | 시모야마 텐                                                         | 마에카와 요이치                                                                           | 1:타니하라 쇼스케 2:키타무라 카즈키 3:코이데 케이스케 4:미우라 토모카즈 | 요코야마 히데오   | [ 19 ] |
| 61                                                                             | 《사형기준》                                                                                     | 9월 25일                                   | 미즈타니 토시유키                                                   | 다나베 미츠루                                                                             | 야마모토 코지                                                           | 카모 타카야스     |        |
| 2012년 (총5개)                                                                 |                                                                                                  |                                            |                                                                     |                                                                                           |                                                                         |                   |        |
| 62                                                                             | 《학》                                                                                           | 1월 1일                                    | 아메미야 노조미                                                     | 쿠라모토 소                                                                               | 나카다이 타츠야                                                         | 쿠라모토 소       |        |
| 63                                                                             | 《엔드롤 ~ 전설의 아버지 ~》                                                                     | 3월 18일                                   | 이시이 유야                                                         | 후쿠시마 카츠시게 이시이 유야                                                             | 나카무라 시도 하기와라 마사토                                           | 후쿠시마 카츠시게 |        |
| 64                                                                             | 《무코다 구니코 이노센트》 1:〈옆집 여자 〉 2:〈금붕어의 꿈〉 3:〈삼각파〉 4:〈사랑이라는 글자〉 | 1:3월 24일 2:3월 31일 3:4월 7일 4:4월 14일 | 1:타나다 유키 2:미하라 미츠히로 3:고바야시 쇼타로 4:모리 준이치     | 1:미요시 아키코 2/3:타와다 구미 3:하야시 사토미 4:사카구치 리코                           | 1:테라지마 시노부 2:나카 노리코 3:칸지야 시호리 4:하라다 미에코         | 무코다 구니코     | [ 19 ] |
| 65                                                                             | 《능선의 저편에 ~ 아버지와 아들 일항추락사고 ~ 》 (전후편)                                       | 10월 7일 10월 14일                         | 와카마츠 세츠로                                                     | 오카다 요시카즈                                                                           | 이세야 유스케 마츠자카 토리 타마야마 테츠지                             | 카도타 류쇼       |        |
| 66                                                                             | 《물었 사람》                                                                                    | 11월 3일                                   | 시노하라 테츠오                                                     | 세키 에리카                                                                               | 나츠카와 유이                                                           | 타니무라 시호     |        |
| 2013년 (총2개)                                                                 |                                                                                                  |                                            |                                                                     |                                                                                           |                                                                         |                   |        |
| 67                                                                             | 《치킨레이스》                                                                                   | 11월 10일                                  | 와카마츠 세츠로                                                     | 오카다 요시카즈                                                                           | 테라오 아키라 오카다 마사키                                             |                   |        |
| 68                                                                             | 《미타니 코키〈대공항2013〉》                                                                    | 12월 29일                                  | 미타니 코키                                                         | 미타니 코키                                                                               | 다케우치 유코                                                           |                   |        |
| 2014년 (총3개)                                                                 |                                                                                                  |                                            |                                                                     |                                                                                           |                                                                         |                   |        |
| 69                                                                             | 《인질의 낭독회》                                                                                | 3월 8일                                    | 타니구치 마사아키                                                   | 스기하라 노리아키                                                                         | 사토 류타                                                               | 오가와 요코       |        |
| 70                                                                             | 《파 묻히는》                                                                                    | 3월 16일                                   | 코사카 타카시                                                       | 요시다 야스히로                                                                           | 키리타니 켄타                                                           |                   | [ 22 ] |
| 71                                                                             | 《판도라 ~ 영원의 생명 ~》                                                                       | 4월 27일                                   | 카와케 슌사쿠                                                       | 이노우에 유미코 카와케 슌사쿠                                                             | 사카이 마사토                                                           |                   |        |
| 2015년                                                                         |                                                                                                  |                                            |                                                                     |                                                                                           |                                                                         |                   |        |
| 72                                                                             | 《10개월의 진화론》                                                                              | 3월 28일                                   | 사카에 야요이                                                       | 이치 마사히데                                                                             | 오노 마치코                                                             |                   | [ 23 ] |
| 73                                                                             | 《산의 톰씨》                                                                                    | 12월 26일                                  | 우에다 소리                                                         | 무레 요코                                                                                 | 고바야시 사토미 이치카와 미카코                                         | 이시이 모모코     | [ 24 ] |
| 2016년                                                                         |                                                                                                  |                                            |                                                                     |                                                                                           |                                                                         |                   |        |
| 74                                                                             | 《후타바 장의 친구》                                                                             | 3월 28일                                   | 히라마쓰 에미코                                                     | 가와사키 쿠니하루                                                                         | 이치하라 하야토                                                         |                   | [ 25 ] |
| 75                                                                             | 《이 거리의 생명에》                                                                             | 4월 2일                                    | 오가타 아키라                                                       | 아오키 켄지                                                                               | 카세 료 토다 에리카                                                     |                   | [ 26 ] |
| 2017년                                                                         |                                                                                                  |                                            |                                                                     |                                                                                           |                                                                         |                   |        |
| 76                                                                             | 《이나가키 가의 상주》                                                                           | 3월 18일                                   | 하나부사 츠토무                                                     | 코야마 고로                                                                               | 카나리 유리 히로스에 료코 모리야마 미라이                               |                   | [ 27 ] |
| 2018년                                                                         |                                                                                                  |                                            |                                                                     |                                                                                           |                                                                         |                   |        |
| 77                                                                             | 《먹튀 킬러》                                                                                    | 3월 21일                                   | 나카마에 유지                                                       | 타테사와 후미타케                                                                         | 아오야기 쇼                                                             |                   | [ 28 ] |
| #                                                                              | 제목                                                                                             | 첫방송일                                   | 감독                                                                | 각본                                                                                      | 주요 출연자                                                             | 원작 저자         | 비고   |

## 연속 드라마 W

### 2008년 - 2014년 (1주 1회)
| #      | 제목                             | 첫방송일                           | 화수   | 감독                              | 각본                            | 주요 출연자                                                         | 원작 저자            | 비고제목             |
| 2008년 | 2008년                           | 2008년                             | 2008년 | 2008년                            | 2008년                          | 2008년                                                              | 2008년               | 2008년               |
| ------ | -------------------------------- | ---------------------------------- | ------ | --------------------------------- | ------------------------------- | ------------------------------------------------------------------- | -------------------- | -------------------- |
| 1      | 《판도라》                       | 4월 6일 - 5월 25일                 | 총 8회 | 카와케 슌사쿠 외                  | 이노우에 유미코                 | 미카미 히로시, 야나기바 토시로, 코니시 마나미, 쿠니무라 준          |                      |                      |
| 2      | 《프리즈너》                     | 11월 16일 - 12월 13일              | 총 5회 | 미즈타니 슌스케                   | 오오이시 테츠야                 | 타마야마 테츠지, 츠루타 마유, 오오모리 나오, 이시구로 켄            | 사와이 쿠지라        |                      |
| 2009년 |                                  |                                    |        |                                   |                                 |                                                                     |                      |                      |
| 3      | 《하늘을 나는 타이어》           | 3월 29일 - 4월 26일                | 총 5회 | 아소 마나부 스즈키 코스케         | 마에카와 요이치                 | 나카무라 토오루, 타나베 세이이치, 하기와라 마사토, 미즈노 미키      | 이케이도 준          |                      |
| 4      | 《엄마는 옛날에 아빠였다》       | 8월 23일 - 9월 27일                | 총 6회 | 아카바네 히로시                   | 오오이시 시즈카                 | 토다 케이코, 요 키미코, 요시다 에이사쿠, 츠가와 마사히코            |                      |                      |
| 5      | 《은폐지령》                     | 10월 18일 - 11월 15일              | 총 5회 | 호시다 요코                       | 반 카즈히코                     | 타카하시 카츠노리, 타카시마 마사히로, 아소 유미, 이치카와 유이      | 가미 츠요시          |                      |
| 2010년 |                                  |                                    |        |                                   |                                 |                                                                     |                      |                      |
| 6      | 《판도라 II 기아열도》           | 4월 18일 - 5월 30일                | 총 7회 | 카와케 슌사쿠 외                  | 이노우에 유미코                 | 사토 코이치, 스즈키 쿄카, 카츠무라 마사노부, 야마모토 코지          |                      |                      |
| 7      | 《마크스의 산》                  | 10월 17일 - 11월 14일              | 총 5회 | 미즈타니 토시유키 스즈키 코스케   | 마에카와 요이치                 | 카미카와 타카야,이시구로 켄,코니시 마나미, 스즈키 안즈              | 다카무라 가오루      |                      |
| 8      | 《히가시노 게이고 환야》         | 2010년 11월 21일 - 2011년 1월 16일 | 총 8회 | 이자키 노부아키                   | 와타나베 무츠키                 | 후카다 쿄코, 츠카모토 타카시, 시바타 쿄헤이                         | 히가시노 게이고      | 음악:미조구치 하지메 |
| 2011년 |                                  |                                    |        |                                   |                                 |                                                                     |                      |                      |
| 9      | 《CO 이식 코디네이터》           | 3월 20일 - 4월 17일                | 총 5회 | 쇼노 지로 외                      | 하타 다케히코 외                | 요시오카 히데타카, 유스케 산타마리아, 기무라 요시노                 |                      | 음악:사토 나오키     |
| 10     | 《변두리 로켓》                  | 8월 21일 - 9월 18일                | 총 5회 | 스즈키 코스케 미즈타니 토시유키   | 마에카와 요이치                 | 미카미 히로시, 테라지마 시노부, 와타베 아츠로, 이케우치 히로유키    | 이케이도 준          | 음악:하네오카 케이   |
| 11     | 《판도라 III 혁명전야》          | 10월 2일 - 11월 20일               | 총 8회 | 카와케 슌사쿠 외                  | 이노우에 유미코                 | 에구치 요스케, 내야 마사아키,카미카와 타카야,야마모토 코지          |                      |                      |
| 12     | 《조화의 꿀》                    | 11월 27일 - 12월 18일              | 총 4회 | 코바야시 요시노리                 | 오카다 요시카즈                 | 단 레이,타마야마 테츠지, 쿠니나카 료코, 타니무라 미츠키             | 렌조 미키히코        |                      |
| 2012년 |                                  |                                    |        |                                   |                                 |                                                                     |                      |                      |
| 13     | 《속죄》                         | 1월 8일 - 2월 5일                  | 총 5회 | 구로사와 기요시                   | 구로사와 기요시                 | 코이즈미 쿄코, 아오이 유우, 코이케 에이코, 안도 사쿠라              | 미나토 가나에        |                      |
| 14     | 《분신》                         | 2월 12일 - 3월 11일                | 총 5회 | 나가타 코토                       | 다나베 미츠루                   | 나가사와 마사미, 카츠지 료, 우스다 아사미, 스즈키 사와              | 히가시노 게이고      |                      |
| 15     | 《추정유죄》                     | 3월 25일 - 4월 22일                | 총 5회 | 스즈키 코스케                     | 마에카와 요이치                 | 나카무라 토오루, 쿠로키 히토미, 미무라, 모토카리야 유이카           | 마에카와 요이치      |                      |
| 16     | 《죄와 벌 A Falsified Romance》  | 4월 29일 - 6월 3일                 | 총 6회 | 아소 마나부                       | 카미야마 유미코 후지모토 쿄스케 | 코라 켄고,미즈카와 아사미,이토 아유미, 호리베 케이스케              | 오치아이 나오유키    |                      |
| 17     | 《마그마》                       | 6월 10일 - 7월 8일                 | 총 5회 | 카츠키 히데유키 스즈키 코스케     | 시노자키 에리코                 | 오노 마치코, 타니하라 쇼스케,이시구로 켄, 나카즈카 교잔             | 마야마 진            |                      |
| 18     | 《플래티넘타운》                 | 8월 19일 - 9월 16일                | 총 5회 | 스즈키 코스케                     | 오오이시 테츠야                 | 오오이즈미 요,단 레이, 히라야마 히로유키,와타베 아츠로              | 니레 슈헤이          |                      |
| 19     | 《히토리시즈카》                 | 10월 21일 - 11월 25일              | 총 6회 | 히라야마 히데유키                 | 아오시마 타케시                 | 카호, 타카하시 잇세이, 나가츠카 케이시, 키시베 잇토쿠               | 혼다 테쓰야          |                      |
| 20     | 《하늘의 방주》                  | 2012년 12월 9회 - 2013년 1월 13회  | 총 5회 | 아소 마나부 코토쿠 코지           | 아사노 타에코                   | 미즈노 미키, 이하라 츠요시, 토다 나호, 타카하시 카즈야              | 핫토리 마스미        |                      |
| 2013년 |                                  |                                    |        |                                   |                                 |                                                                     |                      |                      |
| 21     | 《여자와 남자의 열대》           | 1월 20일 - 2월 24일                | 총 6회 | 이쿠노 지로 외                    | 아이자와 토모코                 | 와타베 아츠로, 후지와라 노리카, 나가야마 켄토, 야마모토 케이        | 노자와 히사시 (원안) |                      |
| 22     | 《레이디 조커》                  | 3월 3일 - 4월 14일                 | 총 7회 | 미즈타니 토시유키 스즈키 코스케   | 마에카와 요이치                 | 카미카와 타카야,시바타 쿄우헤이,토요하라 코스케,이시바시 료         | 다카무라 가오루      |                      |
| 23     | 《소돔의 사과 ~ 롯을 죽인 딸들》 | 3월 23일 - 4월 13일                | 총 4회 | 히로키 류이치                     | 아라이 하루히코 아라이 미사키   | 테라지마 시노부, 키무라 후미노, 미조바타 준페이                     |                      |                      |
| 24     | 《배달되고 싶은 우리》           | 5월 12일 - 6월 9일                 | 총 5회 | 후루마야 도모유키 고바야시 쇼타로 | 잇시키 노부유키                 | 츠카모토 타카시, 쿠리야마 치아키, 하세가와 쿄코                     | 잇시키 노부유키      |                      |
| 25     | 《떨리는 소》                    | 6월 16일 - 7월 14일                | 총 5회 | 스즈키 코스케 곤노 하지메         | 시노자키 에리코                 | 미카미 히로시, 후키이시 카즈에, 코바야시 카오루                     | 아이바 히데오        |                      |
| 26     | 《빵과 스프와 고양이 날씨》      | 7월 21일 - 8월 11일                | 총 4회 | 마츠모토 카나                     | 카고바츠                        | 고바야시 사토미, 카나, 미츠이시 켄, 모타이 마사코                   | 무레 요코            |                      |
| 27     | 《열쇠없는 꿈》                  | 9월 1일 - 9월 29일                 | 총 5회 | 무라카미 쇼스케 외                | 타케이 아야 외                  | 쿠라시나 카나, 나루미 리코, 키무라 타에, 타카나시 린, 히로스에 료코 | 츠지무라 미즈키      |                      |
| 28     | 《LINK》                         | 10월 6일 - 11월 3일                | 총 5회 | 후카가와 요시히로                 | 시노자키 에리코                 | 오모리 나오, 다나카 레나, 타마야마 테츠지, 미무라                   |                      |                      |
| 29     | 《저쪽의 아이》                  | 12월 1일 - 12월 22일               | 총 4회 | 오모리 타츠시                     | 다카하시 이즈미                 | 사카이 마키, 이우라 아라타, 미야자키 마사루, 미츠시마 히카리        | 츠노다 미츠요        |                      |
| 2014년 |                                  |                                    |        |                                   |                                 |                                                                     |                      |                      |
| 30     | 《혈액 상습》                    | 1월 19일 - 2월 9일                 | 총 4회 | 코바야시 요시노리                 | 시노자키 에리코                 | 타니하라 쇼스케, 하라다 타이조, TAO, 타카시마 마사노부              | 아이바 히데오        |                      |
| 31     | 《땅의 소금》                    | 2월 16일 - 3월 9일                 | 총 4회 | 스즈키 코스케 곤노 하지메         | 이노우에 유미코                 | 오오이즈미 요, 마츠유키 야스코, 타나베 세이이치, 진나이 타카노리    |                      |                      |
| 32     | 《내가하는 운명에 대해》         | 3월 23일 - 4월 20일                | 총 5회 | 타키모토 토모유키                 | 오카다 요시카즈                 | 나가사쿠 히로미, 에구치 요스케, 미야모토 노부코                     | 시라이시 카즈후미    |                      |
| 33     | 《토쿠소쿠》                     | 5월 11일 - 6월 8일                 | 총 5회 | 카와이 하야토 타키모토 켄고       | 스즈키 사토시                   | 요시오카 히데타카, 미우라 토모카즈                                  | 유라 히데유키        |                      |
| 34     | 《모자이크 재팬》                | 5월 18일 - 6월 15일                | 총 5회 | 미즈타 노부오                     | 사카모토 유지                   | 가야마 켄토, 타카하시 잇세이, 하마카와 후미에                       |                      | 범위 30분            |
| 35     | 《MOZU Season2 ~환상의 날개~》   | 6월 22일 - 7월 20일                | 총 5회 | 하스미 에이이치로                 | 히토시 코스케                   | 니시지마 히데토시, 카가와 테루유키, 마키 요코                       | 오사카 고            |                      |
| 36     | 《히가시노 게이고 〈변신〉》     | 7월 27일 - 8월 24일                | 총 5회 | 나가타 코토                       | 요시다 노리코 다나베 미츠루 외  | 카미키 류노스케, 니카이도 후미                                      | 히가시노 게이고      |                      |
| 37     | 《죄인의 거짓말》                | 8월 31일 - 9월 28일                | 총 5회 | 제제 다카히사                     | 카네코 아리사                   | 이토 히데아키, 타키토 켄이치, 기무라 요시노, 나카다이 타츠야        |                      |                      |
| #      | 제목                             | 첫방송일                           | 화수   | 감독                              | 각본                            | 주요 출연자                                                         | 원작 저자            | 비고제목             |

### 2014년 - (1주 2회)

#### 토요일 오리지널 드라마
| #      | 제목                                             | 첫 방송일             | 화수    | 감독                                                          | 각본                                                        | 주요 출연자                                                                                                 | 원작 저자         | 비고제목 |
| 2014년 | 2014년                                           | 2014년                | 2014년  | 2014년                                                        | 2014년                                                      | 2014년 | 2014년            | 2014년   |
| ------ | ------------------------------------------------ | --------------------- | ------- | ------------------------------------------------------------- | ----------------------------------------------------------- | --- | ----------------- | -------- |
| 1      | 《구구는 고양이다》                              | 10월 18일 - 11월 8일  | 총 4회  | 이누도 잇신                                                   | 타카다 아키라                                               | 미야자와 리에, 나가쓰카 케이시, 쿠로키 하루                                                                 | 오시마 유미코     |          |
| 2      | 《헤이세이 원숭이와 게의 전쟁》                  | 11월 15일 - 12월 20일 | 총 6회  | 유키사다 이사오                                               | 하바라 다이스케                                             | 스즈키 쿄카,코라 켄고                                                                                       | 요시다 슈이치     |          |
| 2015년 |                                                  |                       |         |                                                               |                                                             | |                   |          |
| 3      | 《속죄의 소나타》                                | 1월 24일 - 2월 14일   | 총 4회  | 아오야마 신지                                                 | 니시오카 타쿠야                                             | 미카미 히로시、소메타니 쇼타、릴리 프랭키                                                                   | 나카야마 시치리   |          |
| 4      | 《글라스의 갈대》                                | 2월 21일 - 3월 14일   | 총 4회  | 미시마 유키코                                                 | 나가타 유코                                                 | 아이부 사키                                                                                                 | 사쿠라기 시노     |          |
| 5      | 《어둠의 반주자》                                | 4월 11일 - 5월 9일    | 총 5회  | 미키 타카히로                                                 | 사토 다이 아소 쿠미코                                       | 마츠시타 나오, 후루타 아라타                                                                                | 나가사키 타카시   |          |
| 6      | 《꿈을주는》                                     | 5월 16일 - 6월 6일    | 총 4회  | 이누도 잇신                                                   | 다카하시 이즈미                                             | 코마츠 나나, 키쿠치 린코                                                                                    | 와타야 리사       |          |
| 7      | 《후타가시라》                                   | 6월 13일 - 7월 11일   | 총 5회  | 이리에 유                                                     | 나카시마 카즈키                                             | 마츠야마 켄이치, 사오토메 타이치                                                                            | 오노 나츠메       |          |
| 8      | 《여하 -Gold Rush-》                             | 7월 18일 - 8월 2일    | 총 4회  | 고바야시 쇼타로                                               | 에가시라 미치루                                             | 모리야마 미라이, 타카하타 미츠키                                                                            | 쿠로카와 히로유키 |          |
| 9      | 《바다에 내리는》                                | 10월 10일 - 11월 14일 | 총 6회  | 야마모토 타카요시                                             | 토쿠나가 유이치 야마다 마사히로 미우라 하야토 아사노 아쓰야 | 아리무라 카스미, 이노우에 요시오                                                                            | 아케노 카에루코   |          |
| 10     | 《5명의 준코》                                   | 11월 21일 - 12월 19일 | 총 5회  | 곤노 하지메                                                   | 와타나베 치호                                               | 마츠유키 야스코, 미무라, 니시다 나오미, 아소 유미, 코이케 에이코                                            | 마리 유키코       |          |
| 2016년 |                                                  |                       |         |                                                               |                                                             | |                   |          |
| 11     | 《황무지의 연애》                                | 1월 9일 - 2월 6일     | 총 5회  | 와타나베 타카요시                                             | 와타나베 타카요시                                           | 토요카와 에츠시, 스즈키 쿄카                                                                                | 네지메 쇼이치     | [ 29 ]   |
| 12     | 《반짝반짝》                                     | 2월 13일 - 3월 12일   | 총 5회  | 니시우라 마사키                                               | 히사마츠 신이치                                             | 나카이 키이치, 유스케 산타 마리아, 피에르 타키                                                              | 아사다 지로       | [ 30 ]   |
| 13     | 《구구는 고양이다2 -good good the fortune cat-》 | 6월 11일 - 7월 9일    | 총 5 회 | 이누도 잇신                                                   | 다카다 아키라                                               | 미야자와 리에, 나가쓰카 케이시, 쿠로키 하루                                                                 | 오시마 유미코     |          |
| 14     | 《기보가오카의 사람들》                          | 7월 16일 - 8월 13일   | 총 5회  | 후카가와 요시히로                                             | 오카다 요시카즈                                             | 사와무라 잇키, 사쿠라다 히요리, 니노미야 케이타                                                             | 시게마쓰 기요시   | [ 31 ]   |
| 15     | 《현자의 사랑》                                  | 8월 20일 - 9월 10일   | 총 4회  | 미나모토 타카시                                               | Sawa                                                        | 나카야마 미호, 타카오카 사키, 류세이 료                                                                     | 야마다 에이미     | [ 32 ]   |
| 16     | 《후타가시라2》                                  | 9월 17일 -10월 15일   | 총 5회  | 이리에 유 요시다 료                                           | 나카시마 카즈키                                             | 마츠야마 켄이치,사오토메 타이치                                                                             | 오노 나츠메       |          |
| 17     | 《콜드 케이스 ~진실의 문~》                      | 10월 22일 -12월 24일  | 총 10회 | 하타노 타카후미                                               | 제제 다카히사 요시다 야스히로 호라이 류타 하야시 히로시     | 요시다 요우                                                                                                 |                   | [ 33 ]   |
| 2017년 |                                                  |                       |         |                                                               |                                                             | |                   |          |
| 18     | 《오늘은, 일진도 좋고》                          | 1월 14일 - 2월 4일    | 총 4회  | 사사베 키요시                                                 | 타니구치 준이치로                                           | 히가 마나미, 하세가와 쿄코                                                                                  | 하라다 마하       | [ 34 ]   |
| 19     | 《호쿠토 -어느 살인자의 회심-》                  | 3월 25일 - 4월 22일   | 총 5회  | 타키모토 토모유키                                             | 타키모토 토모유키                                           | 나카야마 유마                                                                                               | 이시다 이라       | [ 35 ]   |
| 20     | 《미야자와 겐지의 식탁》                         | 6월 17일 - 7월 15일   | 총 5회  | 미노리카와 오사무                                             | 이케다 나츠코                                               | 스즈키 료헤이                                                                                               | 우오노메 산타     |          |
| 21     | 《플라즈~번역 있음 만의 쉐어하우스~》            | 8월 12일 - 9월 9일    | 총 5회  | 요시다 야스히로                                               | 오우라 코타 요시다 야스히로                                 | 호시노 겐, 나카 리이사, 마시마 히데카즈, 나카무라 유리, 시부카와 키요히코, 이시다 유리코                    | 혼다 테쓰야       |          |
| 22     | 《짝사랑》                                       | 10월 21일 - 11월 25일 | 총 6회  | 나가타 코토                                                   | 요시다 노리코                                               | 나카타니 미키, 키리타니 켄타, 쿠니나카 료코, 오타니 료헤이, 스즈키 코스케                                   | 히가시노 게이고   |          |
| 23     | 《명함 게임》                                    | 12월 2일 - 12월 23일  | 총 4회  | 키무라 히사시                                                 | 와타나베 료헤이                                             | 츠츠미 신이치, 오카다 마사키                                                                                | 스즈키 오사무     |          |
| 2018년 |                                                  |                       |         |                                                               |                                                             | |                   |          |
| 24     | 《봄이 왔다》                                    | 1월 13일 - 2월 10일   | 총 5회  | 카와이 하야토                                                 | 요시다 야요이                                               | 카이 (EXO), 쿠라시나 카나, 후루하타 세이카, 켄타로, 타카다 쇼코                                             | 무코다 구니코     |          |
| 25     | 《바이바이, 블랙버드》                           | 2월 17일 - 3월 24일   | 총 6회  | 모리 요시타카                                                 | 스즈키 켄이치                                               | 코라 켄고, 시로타 유                                                                                        | 이사카 코타로     |          |
| 26     | 《어둠의 반주자~편집장의 조건》                  | 3월 31일 - 4월 28일   | 총 5회  | 미키 타카히로                                                 | 아소 쿠미코                                                 | 마츠시타 나오, 후루타 아라타                                                                                | 나가사키 타카시   |          |
| 27     | 《더블 판타지》                                  | 6월 16일 - 7월 14일   | 총 5회  | 미노리카와 오사무                                             | 아소 쿠미코 미노리카와 오사무                               | 미즈카와 아사미, 타나카 케이, 마지마 히데카즈, 야나기 슌타로, 시노하라 유키코                               | 무라야마 유카     |          |
| 28     | 《이아리 보이지 않는 얼굴》                      | 8월 4일 - 9월 8일     | 총 6회  | 모리 준이치                                                   | 타케이 아야                                                 | 오다기리 조, 나카 리이사                                                                                    | 마에카와 유타카   |          |
| 29     | 《콜드 케이스 2 ~진실의 문~》                    | 10월 13일 - 12월 15일 | 총 10회 | 하타노 타카후미                                               | 제제 다카히사 요시다 야스히로 호라이 류타 하야시 히로시     | 요시다 요우                                                                                                 |                   |          |
| 2019년 |                                                  |                       |         |                                                               |                                                             | |                   |          |
| 30     | 《도난당한 얼굴 ~눈에 띄지 수사반~》             | 1월 5일 - 2월 2일     | 총 5회  | 다케 마사하루                                                 | 아다치 신                                                   | 타마키 히로시, 우치다 리오, 마치다 케이타, 시부카와 키요히코, 이토 아유미                                   | 하다 케이스케     |          |
| 31     | 《그것을 사랑과 착각하니까》                     | 2월 9일 - 3월 9일     | 총 5회  | 미야모토 리에코 키노시타 나오미                               | 마키고 모모네 아라이 유우카                                 | 이나모리 이즈미, 스즈키 코스케, 나카 리이사, 안도 마사노부                                                  | 이노우에 아레노   |          |
| 32     | 《다잉 아이》                                    | 3월 16일 - 4월 20일   | 총 6회  | 쿠니모토 마사히로                                             | 요시다 노리코                                               | 미우라 하루마, 타카하시 메리준, 마츠모토 마리카, 카키자와 하야토, 오노즈카 하야토                           | 히가시노 게이고   |          |
| 33     | 《언덕 중간의 집》                               | 4월 27일 - 6월 1일    | 총 6회  | 모리가키 유타                                                 | 시노자키 에리코                                             | 시바사키 코우                                                                                               | 가쿠다 미쓰요     |          |
| 34     | 《미러 트윈스 시즌2》                            | 6월 8일 - 6월 29일    | 총 4회  | 무라카미 마사노리 이케자와 타츠야 모리시타 토시유키 노다 켄타 | 다카하시 유야                                               | 후지가야 타이스케                                                                                           |                   | [ 36 ]   |
| 35     | 《미나토 카나에 포이즌 도터 홀리 마더》          | 7월 6일 - 8월 10일    | 총 6회  | 요시다 야스히로 타키모토 켄고                                 | 시미즈 유카코 요시카와 나미 후지사와 히로카즈               | 테라지마 시노부 아다치 리카, 키요하라 카야, 나카무라 유리, 쿠라시나 카나, 이토 아유미                       | 미나토 카나에     |          |
| 36     | 《톱 리그》                                      | 10월 5일 - 11월 9일   | 총 6회  | 호시노 카즈나리 나카마에 유지                                 | 시노자키 에리코                                             | 타마야마 테츠지, 이케우치 히로유키 사쿠마 유이, 코유키, 진나이 타카노리, 코바야시 카오루                    | 아이바 히데오     |          |
| 37     | 《히키누키야~헤드 헌터의 방식~》                 | 11월 16일 - 12월 14일 | 총 5회  | 니시우라 마사키                                               | 와타나베 치호                                               | 마츠시타 나오, 우치다 유키, 코테 신야, 와타베 아츠로, 스기모토 텟타, 하라다 타이조, 카나메 준               | 시즈쿠이 슈스케   |          |
| 2020년 |                                                  |                       |         |                                                               |                                                             | |                   |          |
| 38     | 《그들을 보면 알 수 있게 되는 것》               | 1월 11일 - 2월 29일   | 총 8회  | 사와키 마히로                                                 | 후카가와 요시히로                                           | 나카야마 미호, 키무라 타에, 오오시마 유코, 타카하시 유토, 사쿠마 유이, 나나세 코우, 나카가와 츠바사         | -                 |          |
| 39     | 《파레토의 오산~케이스 워커 살인사건》           | 3월 7일 - 4월 4일     | 총 5회  | 고바야시 세이치로                                             | 타케이 아야                                                 | 하시모토 아이, 마스다 타카히사, 키타무라 유키야, 마스모토 마리카, 와다 미사토, 코이치 만타로, 니시다 나오미 | 유즈키 유코       |          |
| 40     | 《철의 뼈》                                      | 4월 18일 - 5월 16일   | 총 5회  | 스즈키 코스케                                                 | 마에카와 요이치                                             | 카미키 류노스케, 우치노 세이요, 츠치야 타오, 코유키, 무카이 오사무, 시바타 쿄헤이, 하시모토 료스케          | 이케이도 준       |          |
| 41     | 《오에도 저니 ~더 이세 돌아보기~》               | 6월 6일 - 7월 11일    | 총 6회  | 모토키 카츠히데 이노우에 마사노리                             | 츠치하시 아키히로                                           | 마루야마 류헤이, 요시네 쿄코, 카토 료, 야마모토 코우지                                                      | 츠치하시 아키히로 |          |
| 42     | 《콜드 케이스 3 ~진실의 문~》                    | 12월 5일 - 2월 13일   | 총 10화 | 하타노 타카후미                                               | 제제 다카히사 요시다 야스히로 호라이 류타 하야시 히로시     | 요시다 요우                                                                                                 |                   |          |
| #      | 제목                                             | 첫 방송일             | 화수    | 감독                                                          | 각본                                                        | 주요 출연자                                                                                                 | 원작 저자         | 비고제목 |

#### 일요일 오리지널 드라마
| #      | 제목                                                | 첫방송일              | 화수    | 감독                                                | 각본                                              | 주요 출연자                                                                                                   | 원작 저자            | 비고제목           |
| 2014년 | 2014년                                              | 2014년                | 2014년  | 2014년                                              | 2014년                                            | 2014년 | 2014년               | 2014년             |
| ------ | --------------------------------------------------- | --------------------- | ------- | --------------------------------------------------- | ------------------------------------------------- | --- | -------------------- | ------------------ |
| 1      | 《주가폭락》                                        | 10월 19일 - 11월 16일 | 총 5회  | 스즈키 코스케                                       | 요시모토 마사히로                                 | 오다 유지 | 이케이도 준          |                    |
| 2      | 《나쁜 돈》                                         | 11월 23일 - 12월 21일 | 총 5회  | 곤노 하지메                                         | 와타나베 치호                                     | 오이카와 미츠히로, 쿠로키 메이사                                                                              | 시마다 마사히코      | 음악:하네오카 케이 |
| 2015년 |                                                     |                       |         |                                                     |                                                   | |                      |                    |
| 3      | 《예가가는 여름》                                   | 1월 18일 - 2월 15일   | 총 5회  | 하타노 타카후미                                     | 요시모토 마사히로 코사카 타카시                   | 와타베 아츠로, 토키토 사부로, 카도와키 무기                                                                   | 아카이 미히로        |                    |
| 4      | 《천사의 나이프》                                   | 2월 22일 - 3월 22일   | 총 5회  | 나가야마 코조                                       | 오니시 켄이치                                     | 코이데 케이스케, 쿠라시나 카나, 와카무라 마유미                                                               | 야쿠아루 가쿠        | [ 37 ]             |
| 5      | 《스케이프고트》                                    | 4월 12일 - 5월 3일    | 총 4회  | 호시노 카즈나리                                     | 오오이시 테츠야                                   | 쿠로키 히토미, 이시마루 간지, 후루야 잇코                                                                     | 코다 마인            |                    |
| 6      | 《테미스의 구형》                                   | 5월 10일 - 5월 31일   | 총 4회  | 곤노 하지메                                         | 히사마츠 신이치                                   | 나카 리이사, 키시다니 고로, 스기모토 텟타, 타카오카 소스케                                                    | 다이몬 다케아키      |                    |
| 7      | 《예고범 -THE PAIN-》                               | 6월 7일 - 7월 5일     | 총 5회  | 나카무라 요시히로 히라바야시 카츠토시 사와다 메구미 | 하야시 타미오 스즈키 사토시                       | 히가시야마 노리유키, 토다 에리카, 키리타니 켄타                                                               | 츠츠이 테츠야        |                    |
| 8      | 《죽음의 장기》                                     | 7월 12일 - 8월 9일    | 총 5회  | 사토 유이치 우에다 야스시                           | 고산 나오야 스즈키 사토시                         | 고이즈미 고타로, 타케다 테츠야                                                                                | 아사노 스즈          |                    |
| 9      | 《돌의 고치 살인분석반》                            | 8월 16일 - 9월 13일   | 총 5회  | 우치카타 아키라                                     | 와타나베 켄사쿠                                   | 키무라 후미노, 아오키 무네타카                                                                                | 아사미 카즈시        |                    |
| 10     | 《토노 ~야마이치증권 최후의 성전~》                 | 9월 20일 - 10월 25일  | 총 6회  | 와카마츠 세츠로                                     | 토다야마 마사시                                   | 에구치 요스케, 하기와라 마사토, 하야시 켄토, 마토부 세이                                                      | 기요타케 히데토시    | [ 38 ]             |
| 11     | 《오당》                                            | 11월 22일 - 12월 27일 | 총 5회  | 무라카미 마키토 후루마야 토시유키                   | 하바라 다이스케                                   | 타마야마 테츠지, 렌부츠 미사코, 야나기바 토시로, 코바야시 카오루                                              | 도바 슌이치          |                    |
| 2016년 |                                                     |                       |         |                                                     |                                                   | |                      |                    |
| 12     | 《공격 할 수 없는 경찰관》                          | 1월 10일 - 2월 7일    | 총 5회  | 나가사키 슌이치                                     | 아베 테루오                                       | 타나베 세이이치, 시구로 켄                                                                                    | 안도 요시아키        | [ 39 ]             |
| 13     | 《메가뱅크 최종결전》                               | 2월 14일 - 3월 20일   | 총 6회  | 후루사와 타케시 사와다 메구미                       | 스기하라 노리아키                                 | 시이나 킷페이, 키리타니 켄타                                                                                  | 하타노 쇼            | [ 40 ]             |
| 14     | 《뻐꾸기 알은 누구의 것인가》                       | 3월 27일 - 5월 1일    | 총 6회  | 야쿠모 사이지 야마시타 쓰카사                       | 다나베 미츠루                                     | 츠치야 타오                                                                                                   | 히가시노 게이고      | [ 41 ]             |
| 15     | 《지지 않는 태양》                                  | 5월 8일 - 9월 25일    | 총 20회 | 미즈타니 토시유키 스즈키 코스케                     | 마에카와 요이치                                   | 타카야 카미카와                                                                                               | 야마사키 도요코      | [ 42 ]             |
| 16     | 《히포크라테스 선서》                               | 10월 2일 - 10월 30일  | 총 5회  | 우치카타 아키라                                     | 시노자키 에리코                                   | 키타가와 케이코, 시바타 쿄헤이, 오노에 마쓰야, 후루야 잇코                                                    | 나카야마 치리        | [ 43 ] [ 44 ]      |
| 17     | 《수정의 고동 살인분석반》                          | 11월 13일 - 12월 11일 | 총 5회  | 우치카타 아키라                                     |                                                   | 키무라 후미노, 아오키 숭고한                                                                                  | 아사미 카즈시        | [ 45 ]             |
| 2017년 |                                                     |                       |         |                                                     |                                                   | |                      |                    |
| 18     | 《낙원》                                            | 1월 8일 - 2월 12일    | 총 6회  | 곤노 하지메                                         | 시노자키 에리코                                   | 나카마 유키에                                                                                                 | 미야베 미유키        | [ 46 ]             |
| 19     | 《제니가타 경부 칠흑의 범죄 파일》                  | 2월 19일 - 3월 12일   | 총 4회  | 오오타니 타로 이와모토 히토시 니시무라 료           | 오오이시 테쓰야 야마우라 마사히로 야마오카 준페이 | 스즈키 료헤이                                                                                                 | 몽키 펀치            | [ 47 ]             |
| 20     | 《히토야노토게~감옥의 가시~》                       | 3월 19일 - 4월 23일   | 총 6회  | 히데유키 히라야마                                   | 스즈키 사토시                                     | 쿠보타 마사타카, 오자와 유키요시, 하기와라 마사토                                                             | 다이몬 타케아키      | [ 48 ]             |
| 21     | 《사장실의 겨울 -거대 신문사를 잡는 남자-》         | 4월 30일 - 5월 28일   | 총 5회  | 무라카미 마키토 야마우치 무네노부                   | 타나카 신이치 미우라 하야토                       | 미카미 히로시                                                                                                 | 도바 슌이치          |                    |
| 22     | 《범죄증후군 Season2》                              | 6월 11일 - 7월 2일    | 총 4회  | 무라카미 쇼스케 츠즈키 준이치                       | 시노자키 에리코 타니구치 준이치로                 | 타니하라 쇼스케, 타마야마 테츠지, 와타베 아츠로                                                               | 누쿠이 도쿠로        |                    |
| 23     | 《아키라와 아키라》                                 | 7월 9일 - 9월 3일     | 총 9회  | 미즈타니 토시유키 스즈키 코스케                     | 마에카와 요이치                                   | 무카이 오사무, 사이토 타쿠미                                                                                  | 이케이도 준          | [ 49 ]             |
| 24     | 《침묵 법정》                                       | 9월 24일 - 10월 22일  | 총 5회  | 무라카미 마키토 히가시다 요스케                     | 오자키 마사야 미우라 하야토                       | 나가사쿠 히로미, 이치하라 하야토, 오오쿠라 코지, 우스다 아사미, 후지모토 센                                   | 사사키 조            |                    |
| 25     | 《돌팔매질~외무성 비자금을 파헤친 수사2과 남자들~》 | 11월 - 12월 24일      | 총 8회  | 와카마츠 세츠로                                     | 토다야마 마사시                                   | 사토 코이치, 에구치 요스케                                                                                    | 키요타케 히데토시    |                    |
| 2018년 |                                                     |                       |         |                                                     |                                                   | |                      |                    |
| 26     | 《감사역 노자키》                                   | 1월 14일 - 3월 4일    | 총 8회  | 곤노 하지메                                         | 마에카와 요이치                                   | 오다 유지, 키시다니 고로, 후루야 잇코                                                                         | 슈 료카, 노다 시게루 | [ 50 ]             |
| 27     | 《이노센트 데이즈》                                 | 3월 18일 - 4월 22일   | 총 6회  | 이시카와 케이                                       | 고토 노리코                                       | 츠마부키 사토시                                                                                               | 하야미 카즈마사      |                    |
| 28     | 《60 오판 대책실》                                  | 5월 6일 - 6월 3일     | 총 5회  | 쿠마키리 카즈요시                                   | 타카다 료                                         | 타치 히로시, 후루카와 유키, 호시노 마리                                                                       | 이시카와 토모타케    | [ 51 ]             |
| 29     | 《불발탄 ~검은 돈을 조종하는 남자~》                | 6월 10일 - 7월 13일   | 총 6회  | 호시노 카즈나리                                     | 다나카 마코토                                     | 시이나 킷페이, 다쿠마 신, 하라다 토모요, 오쿠다 에이지                                                        | 아이바 히데오        |                    |
| 30     | 《구로쇼인의 로쿠베에》                             | 7월 22일 - 8월 26일   | 총 6회  | 리 토시오                                           | 마키노 케이스케                                   | 요시카와 코지, 카미지 유스케                                                                                  | 아사다 지로          |                    |
| 31     | 《진범인》                                          | 9월 23일 - 10월 21일  | 총 5회  | 무라카미 쇼스케                                     | 이케다 나츠코                                     | 카미카와 타카야, 고이즈미 코타로, 우치다 유키                                                                 | 쇼다 칸              | [ 52 ]             |
| 32     | 《판도라 Ⅳ AI전쟁》                                 | 11월 11일 - 12월 16일 | 총 6회  | 카와케 슌사쿠                                       | 이노우에 유미코                                   | 무카이 오사무, 쿠로키 히토미, 미무라 리에, 미우라 타카히로, 야마모토 코지, 하라다 타이조, 와타베 아츠로       |                      |                    |
| 2019년 |                                                     |                       |         |                                                     |                                                   | |                      |                    |
| 33     | 《고고한 메스》                                     | 1월 13일 - 3월 3일    | 총 8회  | 우치카타 아키라                                     | 마에가와 요이치                                   | 타키자와 히데아키, 나카무라 토오루, 나가쓰카 쿄조, 쿠도 아스카, 야마모토 미즈키                               | 오가네 토시히코      | [ 53 ]             |
| 34     | 《절규》                                            | 3월 24일 - 4월 14일   | 총 4회  | 미즈타 나리히데                                     | 이케다 나츠코                                     | 오노 마치코, 야스다 켄, 카타기리 진, 코니시 미나미, 아소 유미, 마에카와 야스유키, 사카이 와카나, 카나메 준    | 하마나카 아키라      |                    |
| 35     | 《악당 가해자 추적조사》                            | 5월 12일 - 6월 16일   | 총 6회  | 제제 타카히사                                       | 스즈키 켄이치                                     | - | 야쿠마루 가쿠        |                    |
| 36     | 《신의 손》                                         | 6월 23일 - 7월 21일   | 총 5회  | 카네이케 아츠시                                     | 다나카 히로시                                     | 시이나 킷페이, 스기모토 텟타, 스즈키 사와, 이시나 세이, 키타무라 유키야                                       | 쿠사카베 요우        | [ 54 ]             |
| 37     | 《그리고, 살아간다》                                | 8월 4일 - 9월 8일     | 총 6회  | 츠키카와 쇼                                         | 오카다 요시카즈                                   | 아리무라 카스미, 사카구치 켄타로, 강지영, 하기와라 마사토, 미츠이시 켄, 오카야마 아마네, 미나미 카호          | -                    |                    |
| 38     | 《악의 파동 살인분석반 스핀오프》                   | 10월 6일 - 11월 3일   | 총 5회  | 우치카타 테루야마모토 다이스케                      | 시미즈 타다시                                     | - | 아사미 카즈시        |                    |
| 39     | 《나비의 역학 살인분석반》                          | 11월 17일 - 12월 22일 | 총 6회  | 우치카타 테루                                       | 아나부키 이치로                                   | - | 아사미 카즈시        | [ 55 ]             |
| 2020년 |                                                     |                       |         |                                                     |                                                   | |                      |                    |
| 40     | 《은행장 노자키 슈헤이》                            | 1월 19일 - 2월 16일   | 총 5화  | 콘노 하지메                                         | 마에카와 요이치                                   | 오다 유지, 마츠시마 나나코, 카자마 슌스케, 오자와 유키토시, 우카지 타카시, 키시타니 고로, 스루가 타로         | 슈 료카, 노다 시게루 |                    |
| 41     | 《오퍼레이션 Z~일본 파멸, 일수불퇴~》               | 3월 15일 - 4월 19일   | 총 6회  | 무라카미 쇼스케 츠즈키 쥰이치                       | 사쿠라이 다케하루                                 | 쿠사카리 마사오, 미조바타 준페이, 호리베 케이스케, 고바야시 타카시, 나토리 유코, 호리우치 마사미, 이와마츠 료 | 마야마 진            | [ 56 ]             |
| 42     | 《태양은 움직이지 않는다 -THE ECLIPSE-》            | 5월 24일 - 6월 28일   | 총 6회  | 하스미 에이치로                                     | 하야시 타미오                                     | 후지와라 타츠야, 타케우치 료마, 사토 코이치, 이치하라 하야토                                                  | 요시다 슈이치        |                    |
| 43     | 《세이렌의 참회》                                   | 10월 18일 - 11월 8일  | 총 4회  |                                                     |                                                   | |                      |                    |
| 44     | 《밤이 아무리 어두워도》                            | 11월 22일 - 12월 13일 | 총 4회  |                                                     |                                                   | |                      |                    |
| #      | 제목                                                | 첫방송일              | 화수    | 감독                                                | 각본                                              | 주요 출연자                                                                                                   | 원작 저자            | 비고제목           |

## 미드나잇☆드라마
드라마 W는 되어 있지 않지만, 토요일 심야에도 오리지널 드라마 시리즈 미드나잇☆드라마가 있다.